# Communauté de communes du canton de Najac
Pour les articles homonymes, voir Najac.
La  communauté de communes du canton de Najac  est une ancienne communauté de communes française, située dans le département de l'Aveyron.

## Administration
| Période | Période       | Identité      | Étiquette | Qualité                                                             |
| ------- | ------------- | ------------- | --------- | ------------------------------------------------------------------- |
| 2008    | décembre 2016 | Bernard Vidal | DVG       | Maire-adjoint de La Fouillade Conseiller général du canton de Najac |

## Composition
Elle était composée des communes suivantes :
| Nom                  | Code Insee | Gentilé        | Superficie (km2) | Population (dernière pop. légale) | Densité (hab./km2) |
| -------------------- | ---------- | -------------- | ---------------- | --------------------------------- | ------------------ |
| Najac (siège)        | 12167      | Najacois       | 53,88            | 711 (2014)                        | 13                 |
| Bor-et-Bar           | 12029      | Barois         | 12,92            | 195 (2014)                        | 15                 |
| La Fouillade         | 12105      | Fouilladois    | 32,54            | 1 067 (2014)                      | 33                 |
| Lunac                | 12135      | Lunacois       | 18,78            | 428 (2014)                        | 23                 |
| Monteils             | 12150      | Monteillois    | 17,19            | 539 (2014)                        | 31                 |
| Saint-André-de-Najac | 12210      | Saint-Andréens | 25,10            | 409 (2014)                        | 16                 |
| Sanvensa             | 12259      | Sanvensacois   | 25,48            | 667 (2014)                        | 26                 |

## Historique
La communauté de communes du canton de Najac a été créée en 2000. Elle s'est substituée au SIVOM qui était présidé, depuis sa création, par Hubert Bouyssière, maire de Najac. Elle a été installée le 4 février 2000 par Anne-Marie Escoffier, préfète de l'Aveyron. Son premier président fut Michel Lombard. Après l'élection municipale de 2001 il fut remplacé par Bernard Vidal.

## Sources
- Base de données ASPIC pour l'Aveyron, édition 11/2006.
- le SPLAF pour l'Aveyron, édition 11/2006.